# 우에노 마사에
우에노 마사에(일본어: 上野 雅恵, うえの まさえ, 1979년 1월 17일~)는 일본의 유도 선수로 2004년과 2008년 하계 올림픽 여자 미들급 2연속 우승을 달성했다.

## 경력
홋카이도 아사히카와시에서 태어났으며, 유베쓰정으로 이사를 가면서 그 곳에서 성장했다.
2004년 7월 그리스 아테네에서 열린 2004년 하계 올림픽에서는 네덜란드의 에딧 보스를 꺾고 우승을 거두었다. 2008년 8월에는 베이징에서 열린 2008년 하계 올림픽에서도 준결승전에서 보스를 다시 꺾은 후에 결승전에서 쿠바의 아나이시 에르난데스를 꺾고 올림픽 2연패를 달성했다.
동생인 요시에와 도모에도 유도 선수로 활약했으며, 요시에는 2009년 세계 선수권 대회 우승자이며, 도모에는 2006년 세계 주니어 선수권 대회 우승자이다.